# Ben (álbum de Michael Jackson)
Ben é o segundo álbum de estúdio da carreira solo do cantor americano Michael Jackson. Lançado em agosto de 1972, sete meses depois de seu álbum de estreia, Got to Be There, viu sua faixa-título atingir o primeiro lugar nas paradas de sucesso do país, vendendo mais de 5 milhões de cópias.
O álbum mostrava um Michael Jackson em crescimento tanto vocal quanto artisticamente. Várias músicas do álbum são baladas, um gênero que era raro no principal repertório dos Jackson 5, mas se tornaria marca registrada de Michael Jackson no curso da sua carreira solo de quatro décadas.

## Recepção
| Críticas profissionais | Críticas profissionais |
| Avaliações da crítica  | Avaliações da crítica  |
| Fonte                  | Avaliação              |
| ---------------------- | ---------------------- |
| allmusic               | [ 3 ]                  |
| Rolling Stone          | [ 4 ]                  |

"Ben", a canção-título, havia sido gravada pelo adolescente Michael Jackson para a gravadora Motown em 1972; neste ano, em que acabou sendo a música-tema de um filme com o mesmo nome, passou uma semana no topo das paradas pop americanas; também chegou à primeira posição na parada de música pop australiana, onde ficou por oito semanas, e chegou à sétima posição nas paradas britânicas.
A canção se tornou o primeiro de treze hits de Michael Jackson a chegarem ao topo das paradas de música pop nos Estados Unidos, e seu primeiro como artista solo. A canção ainda foi indicada para um Globo de Ouro e um Óscar de Melhor Canção. Até hoje vendeu cerca de 5 milhões de cópias, mas a procura aumentou impressionantemente após a morte do cantor.

## Lista de faixas
| N.º | Título                           | Compositor(es)                            | Duração |  |
| 1.  | "Ben"                            | Donald Black / Walter Scharf              | 2:44    |  |
| 2.  | "The Greatest Show on Earth"     | Mel Larson / Jerry Marcellino             | 2:48    |  |
| 3.  | "People Make the World Go Round" | Thom Bell / Linda Creed                   | 3:15    |  |
| 4.  | "We've Got a Good Thing Going"   | The Corporation                           | 2:59    |  |
| 5.  | "Everybody's Somebody's Fool"    | Ace Adams / Lionel Hampton                | 2:59    |  |
| 6.  | "My Girl"                        | Smokey Robinson / Ronald White            | 3:08    |  |
| 7.  | "What Goes Around Comes Around"  | Levinsky / Stokes / Meyers / Weatherspoon | 3:33    |  |
| 8.  | "In Our Small Way"               | Beatrice Verdi / Christine Yarian         | 3:39    |  |
| 9.  | "Shoo-Be-Doo-Be-Doo-Da-Day"      | Henry Cosby / Sylvia Moy / Stevie Wonder  | 3:21    |  |
| 10. | "You Can Cry on My Shoulder"     | Berry Gordy                               | 2:39    |  |

## Faixa Título
- "Ben" - #1 Pop Singles Chart; #5 Soul Singles Chart (Billboard)

## Pessoal
Adaptado de AllMusic.
- Michael Jackson – vocais
- The Corporation – produtor
- Hal Davis – produtor
- Berry Gordy – produtor executivo
- Mel Larson – produtor
- Jerry Marcellino – produtor
- Bobby Taylor – produtor

## Paradas semanais
| Paradas (1972-2009)         | Posição de pico |
| --------------------------- | --------------- |
| French Albums Chart         | 162             |
| U.K. Album Chart            | 17              |
| U.S. Billboard 200          | 5               |
| U.S. Top R&B/Hip-Hop Albums | 4               |

## Certificações
| Região                                                 | Certificação | Unidades certificadas/vendas |
| ------------------------------------------------------ | ------------ | ---------------------------- |
| Estados Unidos                                         | Platina      | 1.700.000                    |
| Reino Unido (BPI)                                      |              | 60.000^                      |
| ^ Números de remessas baseados apenas na certificação. |              |                              |